# Gamsleitenspitze
Gamsleitenspitze är en bergstopp i Österrike.   Den ligger i distriktet Tamsweg och förbundslandet Salzburg, i den centrala delen av landet, 240 km sydväst om huvudstaden Wien. Toppen på Gamsleitenspitze är 2 359 meter över havet, eller 203 meter över den omgivande terrängen. Bredden vid basen är 1,9 km.
Terrängen runt Gamsleitenspitze är bergig söderut, men norrut är den kuperad. Runt Gamsleitenspitze är det glesbefolkat, med 20 invånare per kvadratkilometer.. Närmaste större samhälle är Radstadt, 17,6 km norr om Gamsleitenspitze. 
I omgivningarna runt Gamsleitenspitze växer i huvudsak blandskog.